# Kenpō
Kenpō (拳法?) es el nombre que reciben varias artes marciales japonesas. La palabra kenpō es una traducción japonesa de la palabra china "quánfǎ". Este término a menudo se transcribe informalmente como "kempo", como resultado de la aplicación de la romanización tradicional de Hepburn, pero sin utilizar un macrón para indicar la vocal larga. La naturaleza genérica del término combinado con su adopción transcultural generalizada en la comunidad de artes marciales ha llevado a muchas definiciones divergentes. La palabra Kenpō se traduce así: "Ken" que significa 'Puño' y "Po" que significa "Método" o "Ley" como en "Ley de la gravedad", una interpretación correcta de la palabra Kenpō sería "Método del Puño", el mismo significado como "Quanfa". Sin embargo, a menudo se malinterpreta como "la ley del puño". que atrae a aquellos que buscan un nombre que suene más "imponente" o agresivo.

## Variantes

### Kenpo Kai
El kenpō kai (拳法會) es un arte marcial tradicional japonés: budō, con alguna influencia China. Su sede mundial se encuentra en Hamamatsu, Japón. La organización que dirige a nivel mundial esta escuela es I.K.K.O. -International Kenpo Kai Organization- (世界拳法会連盟).
El presidente de I.K.K.O. es el Dai Shihan Chiaki Ohashi (大橋千秋 大師範).
Kenpō kai significa «reunión de los métodos del puño » (拳 ken = puño, 法 pō = método o sistema, 會 kai = reunión). Se centra principalmente en el desarrollo de la persona en todos los ámbitos: a nivel físico, mental y emocional. 
Trabaja, sobre todo, desde la defensa personal aplicada, pero también abarca kata y kobudo (kata con armas), destacando el uso del nihonto o espada japonesa. Tiene competición "full contact" y "semi contact" así como pruebas de rompimientos de piedra, tablas y corte con katana. 

### Shorinji Kenpo
Shorinji Kempo (少林寺拳法 shōrinji-kempō?, significa "Método del puño del Templo Shaolin") afirma ser una versión modificada de Shaolin Kung Fu (utilizando el mismo kanji). Fue fundado en 1947 por Doshin So (宗 道臣 Sō Dōshin?), un artista marcial y antiguo agente de inteligencia militar japonés, quien combinó entrenamiento de quanfa y jujutsu.

### Nippon Kenpo
El Nippon kempo ("nihon kenpo"-日本拳法- escrito en japonés) es un arte marcial japonés derivado del Sumai una técnica antigua de la que proviene el sumo actual entre otras, una de las más mortíferas y eficaces artes marciales. Inicialmente se creó con la finalidad de preservar la defensa y ataque en un combate real, pese a que muchas disciplinas omitían los golpes reales en sus combates se hizo con el fin de ser un estilo usado ampliamente.
Lema: "Nippon Kempo (nihon kenpo), es un camino de superación personal, para crecer como ser humano y ser más fuerte. No sólo física, sino también espiritualmente, encontrando así armonía con uno mismo y el universo".
En los combates de Nippon Kempo se denota la contundencia y la utilización de todo tipo de técnica marcial: golpes, patadas, rodillas, llaves, proyecciones, pelea en el suelo, sumisión, etc. En ésta disciplina es la armadura o Bogu la más destacada de su características ya que gracias a este es posible desarrollar un entrenamiento y combate sin que los practicantes sufran lesiones graves o permanentes (peto, careta, guantes especiales(bogu)).
Fue creado por Masaru Sawayama a mediados de 1932.

### Kenpo de Okinawa
Algunos grupos de artes marciales de Okinawa usan el término kenpō como un nombre alternativo para sus sistemas de karate o para un arte distinto pero relacionado dentro de su asociación. Esto puede ilustrarse con el nombre oficial completo del estilo Motobu-ryu llamado "Nihon Denryu Heiho Motobu Kenpo" ("tácticas tradicionales de Japón Motobu Kenpo") y con la Federación Internacional de Karate Kobudo Shorin-ryu, donde Shōrin-ryū es el estilo de karate real que se practica, mientras que "hakutsuru kenpo" o "hakutsuru kenpo karate" es un estilo relacionado pero distintivo que también enseña la asociación. Tanto la romanización "n" como la "m" son utilizadas por varios grupos. 
Cada kenpo/kempo como se define anteriormente tiene sus propias técnicas y katas y sus propias raíces, aunque tiene el nombre de kenpo, una cosa a la que debe prestar atención es el uniforme que usa cada practicante de kenpo, típicamente los practicantes de Kenpo estadounidenses usan uniforme negro y okinawense Kenpo viste uniformes típicamente blancos. Además del uniforme que lleva cada uno, están los nombres de las técnicas y katas, el kenpo americano en inglés y el kenpo de Okinawa en japonés. 

### Kenpo estadounidense
Kenpo también se ha utilizado como un término moderno: un nombre para múltiples artes marciales que se desarrollaron en Hawái debido al intercambio intercultural entre practicantes de artes marciales de Okinawa, artes marciales chinas, artes marciales filipinas, artes marciales japonesas y múltiples influencias adicionales. En los Estados Unidos, el kenpo a menudo se conoce como Kenpo Karate. Los estilos más extendidos tienen su origen en las enseñanzas de James Mitose y William Kwai Sun Chow. Mitose pasó la mayor parte de sus primeros años entrenando en Japón aprendiendo su estilo familiar, Kosho-Ryū (Escuela de pino viejo). James Mitose luego llevaría ese estilo a Hawái, donde le enseñaría a Chow, quien luego instruiría a Ed Parker y Bobby Lowe. El sistema de kenpo enseñado por Mitose empleaba golpes y patadas lineales fuertes, manipulación de puntos de presión, patrones de movimiento circular y bloqueo y rotura de articulaciones. 
Parker es el nombre más destacado del linaje Mitose. Parker, estudiante de Chow en Hawái durante casi seis años, se mudó a Estados Unidos para asistir a la Universidad Brigham Young. En 1957, comenzó a enseñar el kenpo que había aprendido de Chow, ya lo largo de su vida modificó y refinó el arte hasta que se convirtió en el Kenpo estadounidense de Ed Parker. Emplea una combinación de movimientos circulares y movimientos lineales duros. Parker creó técnicas con nombres como Thundering Hammers, Five Swords, Prance Of The Tiger y Flashing Mace para proporcionar una herramienta de memorización al estudiante. 
Estas artes se han extendido por todo el mundo a través de múltiples linajes, no todos los cuales coinciden en una narrativa histórica común.
Líneas de Kenpo:
Shorin Ryu Kenpo Jitsu.
Shorinji Kenpo (Japan).
Koryu Yoshida Mitose Den Kenpo Jiujitsu (EE. UU.).
Kosho Shorei Ryu Kenpo (EE. UU.).
Kara-ho Kempo - Thunderbult Chow´s (EE. UU.).
Sheng Chi Kenpo.
Komichi Kan Zen Ryu Kenpo.
Ryu kyu Kenpo (Japan).
Kenpo 5.0 (EE. UU.).
Kenpo Gikan.
Kenpo Kombat System
Contact Kenpo.
Extreme Kenpo.
Kenpo Kai (Japan).
Kenpo Karate (EE. UU., Europe).
American Kenpo Karate (EE. UU.).
Native American Kenpo Karate (EEUU)
Kajukenbo (EE. UU.).
Shaolin kenpo (EE. UU.).
Kinetic Kenpo.
Kenpo Kombat System.
Okinawan Kenpo.
Kenpo Rou Shi Do.
Kenpo Shibusawa Ha (Kenpo and Jujutsu - Spain and Colombia).
Zen Kenpo Karate (Spain) 
Karate Kenpo Goshin Jutsu.
Nanban Satto Ryu Kenpo (Japan).
Koga ha Kosho Kempo (EE. UU.).
Kenpo Chuan Fa.
Kenpo Lohan Tao.
Kenpo TaiLong.
Kenpo Nhan vo dao.
Kenpo Te-Sat-Tao.
Agni Kenpo.
Bulgarian Kenpo.
Butto San Kenpo (Missing. Formerly practiced in China and Japan).
Byakuren Kenpo.
Fu Shi Kenpo (Spain).
Kenjukabo (Spain).
Goshin Ryu Kenpo.
I-Chin Kenpo.
Kosho Ryu Kenpo (EE. UU.).
Nippon kenpo.
Shiorinshi Kenpo.
Kenpo Martial Virtue.
Taidokai Kenpo.
Yoseikan Kenpo.
Sibpalki or Korean Kenpo.
Hawaiian Kenpo.
Te-Sat-Tao Kenpo.
Kenpo Full Defense.
Chinese Kenpo Lohan Tao.
Taishindo Kenpo.
Kenpo Jitsu.
Hakuda Jutsu.
Saha-ryu Kenpo.
Shengchi kenpo.
Jin Wu Dao Yee's Chinese Kenpo -
(Chinese Kenpo of the Yee Family).
Karate ChalaKenpo Ryu (Perú).
Shinkage ryu Jujutsu Kenpo (Kenpo and Jujutsu - Spain).
Thunderbult Kenpo (Australia).
Shin-Jitsu Ryu Kai (REIDO) Goshin Karate Kempo (Spain).
Kenpo Karate Ki Do Wan (Chinese Kenpo)
Dier Dai Kenpo del IPN del Maestro Mac Cimas. (Mex)
Kenpo lang del maestro Donato casas  
Kenpo médico mtch del licenciado en acupuntura médica y rehabilitación integral Enrique Salvador Hernández Mendoza alumno y línea directa de Mac cimas y Donato casas